# Bout de Zan et le Pêcheur

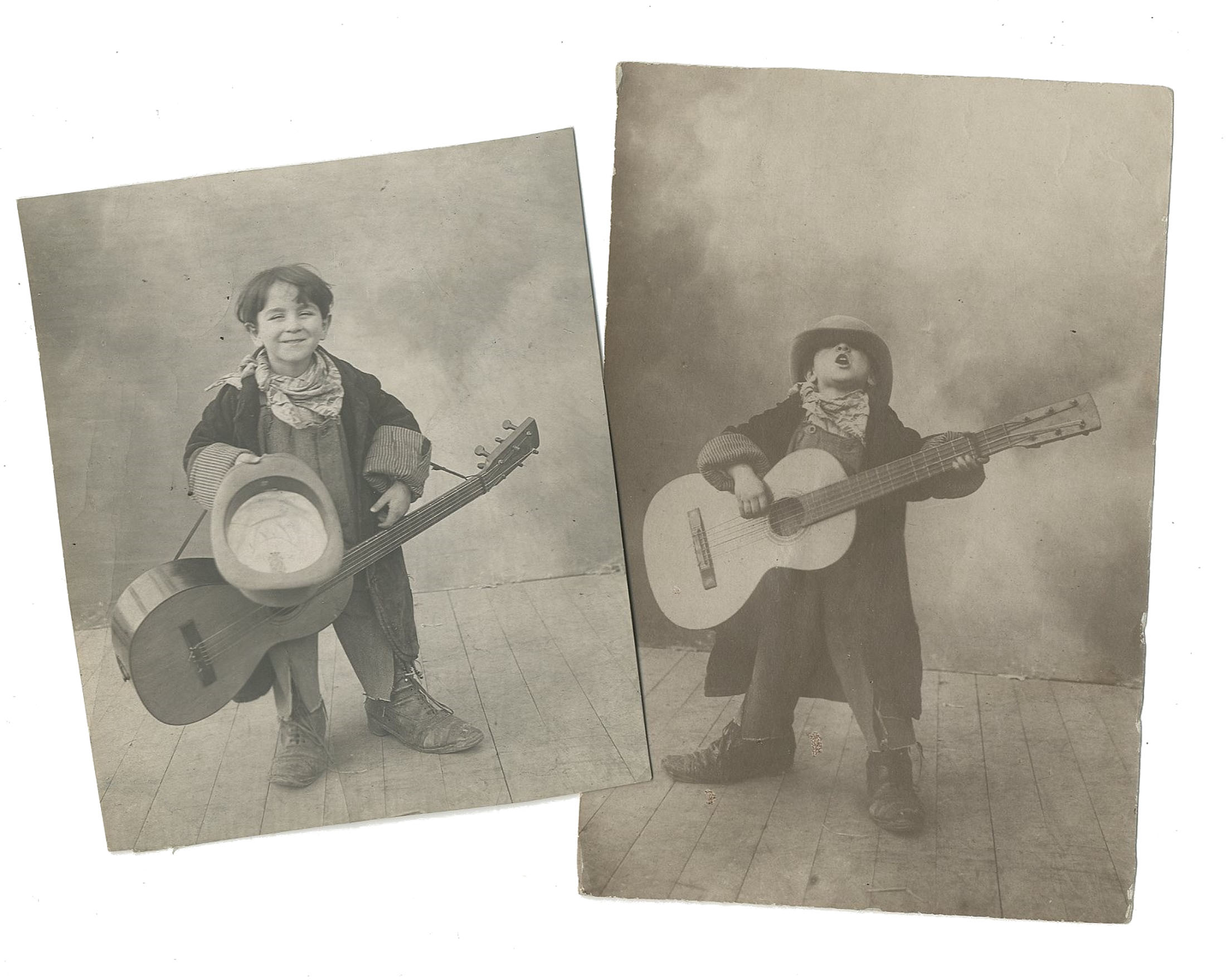
Bout de Zan qui joue de la guitare

Bout de Zan et le Pêcheur est un film muet français réalisé par Louis Feuillade et sorti en 1913.

## Fiche technique
- Réalisation et scénario : Louis Feuillade
- Société de production : Société des Etablissements L. Gaumont
- Format : Muet - Noir et blanc - 35 mm - 1,33:1
- Genre : Comédie
- Date de sortie : France : septembre 1913

## Distribution
- René Poyen : Bout de Zan